# خلیج ینی‌سئی
خلیج ینی‌سئی (روسی: [Енисейский залив, Yeniseiskiy Zaliv] Error: {{Lang}}: متن دارای نشانه‌گذاری ایتالیک است (راهنما)) یک خلیج بزرگ و طولانی در دریای کارا است که رود ینی‌سئی به آن می‌ریزد. این خلیج در سرزمین کراسنویارسک در روسیه قرار دارد و بخشی از منطقه حفاظت‌شده ملی بزرگ قطبی بزرگ‌ترین منطقه حفاظت‌شده روسیه است.